# Gore Ouseley

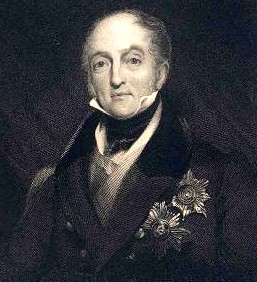
Sir Gore Ouseley, 1. Baronet, 1830

Sir Gore Ouseley, 1. Baronet GCH (* 24. Juni 1770 in Limerick; † 18. November 1844 in Hall Barn Park, Beaconsfield, Buckinghamshire) war ein britischer Unternehmer, Sprachwissenschaftler und Diplomat.

## Leben
Gore Ouseley entstammte einer anglo-irischen Familie und war der Sohn von Ralph Ouseley und Elizabeth Holland. Er wurde mit seinem Bruder William und seinem Cousin Gideon Ouseley von Hauslehrern unterrichtet.
1787 zog er nach Indien, wurde ein erfolgreicher Händler und gründete 1792 eine Textilfabrik in der Provinz Dhaka in Bengalen. Er nutzte seine Freizeit, um Sprachen zu studieren, insbesondere Persisch, Sanskrit und Arabisch. 1795 oder 1796 zog er nach Lakhnau und freundete sich in der Folgezeit mit dem  örtlichen Nawab, Saadat Ali Khan II. (reg. 1798–1814) an, der ihn zu seinem persönlichen Adjutant und zum Major seines Heeres ernannte. Saadat Ali Khan II. beauftragte Gore Ouseley unter anderem mit der Planung seines Palastes, Dilkusha Kothi, an den Ufern des Gomti nahe in Lakhnau. Obwohl Ouseley nicht im Dienst der Britischen Ostindien-Kompanie stand, nutze er seine Stellung am Hof des Nawabs um die Interessen der britischen Kolonialverwaltung unter dem Generalgouverneur Richard Wellesley, 1. Marquess Wellesley zu fördern.
1805 unternahm Ouseley eine Reise nach Großbritannien und heiratete dort 1806 Harriet Georgina Whitelocke. Mit ihr hatte er drei Töchtern und zwei Söhne, darunter sein Erbe, Frederick Ouseley (1825–1889).
Auf Empfehlung von Lord Wellesley wurde am 3. Oktober 1808 zum erblichen Baronet, of Claremont in the County of Hertford, erhoben.

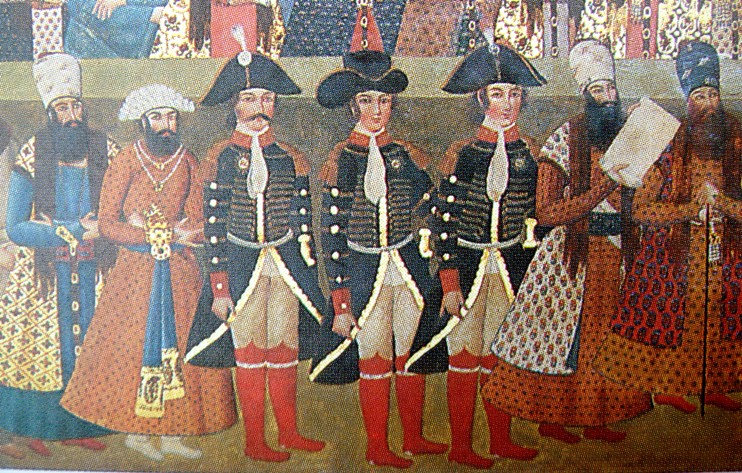
Die britische Delegation am Hof von Fath Ali Schah 1808: John Malcolm, Harford Jones und Gore Ouseley.

1808 war Ouseley Mitglied einer britischen Delegation, die den Kadscharen-Schahs von Persien, Fath Ali besuchte. Von 1810 bis 1814 war er sodann britischer Botschafter am Hof des Kadscharen-Schahs in Teheran. Dabei wurde er von seinem Bruder, Botschaftssekretär Sir William Ouseley, begleitet, der wie Gore ein begeisterter Orientalist war, 1813 nach Großbritannien zurückkehrte und dort einige Bücher zur Orientalistik veröffentlichte. Ziel der britischen Diplomatie in Persien war vor dem Hintergrund der Napoleonischen Kriege insbesondere die Abschirmung der Landverbindung nach Britisch-Indien von anderen europäischen Mächten, zur Verhinderung zum Beispiel einer französisch-osmanischen Expedition gegen Britisch-Indien, wie sie seit der ägyptische Expedition Napoleon Bonaparte befürchtet wurde, oder eines gemeinsamen Vorgehens Napoleons mit Alexander I. von Russland gegen Britisch-Indien, wie es 1807 befürchtet wurde. Nach dem Russisch-Persischen Krieg vermittelte Ouseley 1813, als Berater von Fath Ali Schah, den Frieden von Gulistan zwischen Alexander I. und Fath Ali Schah und zeigte dabei, eine im Great Game selten erreichte machtpolitische Effizienz. Im Frieden von Gulistan wurde ein Grenzverlauf zwischen dem russischen Kaiserreich und Persien festgelegt und Russland Transkaukasien zugeschlagen, während Russland im Gegenzug dem Schiiten Abbas Mirza seine Unterstützung in der Nachfolge von Fath Ali Schah auf den persischen Thron gegenüber seinem sunnitischen Halbbruder Mohammed Ali Mirza zusicherte.
Gemeinsam mit seinem Beratern Mirza Saleh Shirazi und dem Kaplan der Britischen Ostindien-Kompanie Rev. Henry Martyn (1781–1812) übersetzte Ouseley in Schiraz das christliche Neue Testament in die Persische Sprache. Fath Ali Schah erhielt auf Betreiben von Ouseley eine Rezension des Werkes und bedankte sich in einem Brief dafür bei Ouseley. 1814 begab Ouseley sich mit Mirza Saiyad Ali Khan nach Sankt Petersburg, wo Ouseley in den Alexander-Newski-Orden aufgenommen wurde und 1815 Ehrenmitglied der Russischen Akademie der Wissenschaften wurde. Mirza Saiyad Ali Khan wurde Persischer Botschafter Sankt Petersburg und setzte 1815 das Neue Testament in persischer Sprache in hebräischen Letter.
Seine Rückkehr nach Großbritannien, 1815, wurde vom Sieg in der Schlacht bei Waterloo überschattet und es gelang ihm nicht, eine Erhebung zum Peer zu erhalten, für die ihn sowohl der Kadscharen-Schah als auch der russische Kaiser empfohlen hatten. Ouseley zog sich daraufhin in Ruhestand aus seinen Landsitz in Buckinghamshire zurück, engagierte sich aber weiterhin gelegentlich in der persisch-britischen Politik. So intervenierte er 1839 im Namen von Ḥosayn Ḵān Neżām al-Dawla, als der Gesandte des Kadscharen-Schahs nach der Thronbesteigung von Königin Victoria 1837 England besuchte.

## Veröffentlichungen (Auswahl)
- Gore Ouseley (Hrsg.); Mirza Seid Ali Khan, Rev. Henry Martyn: The New Testament in Persic. St. Petersburg 1815.[4]
- Biographical Notices of Persian Poets. London 1846.